# HD 59550
HD 59550，又名CD-31 4593，SAO 198042、HR 2873，是一颗恒星，视星等为5.77，位于銀經245.04，銀緯-6.54，其B1900.0坐标为赤經7h 25m 13.2s，赤緯-31° -6.54′ 59″。